# 대한민국의 공공기관
대한민국의 공공기관(大韓民國- 公共機關)에 대해 설명한다.

## 개요
공공기관은 중앙정부나 지방정부가 아닌 법인·단체·기관 중에서 기획재정부 장관이 지정한 경우를 말한다. 공공기관으로 지정할 수 있는 경우는 「공공기관의 운영에 관한 법률」 제4조제1항에 따라 다음의 경우에 한하되, 같은 법 제4조제2항에 의거하여 구성원 상호 간의 상호부조·복리증진·권익향상 또는 영업질서 유지 등을 목적으로 설립된 기관, 지방정부가 설립하고 그 운영에 관여하는 기관과 한국방송공사 및 한국교육방송공사는 공공기관으로 지정할 수 없다. 
1. 「공공기관의 운영에 관한 법률」 외의 다른 법률에 따라 직접 설립되고 정부가 출연한 기관
2. 정부지원액이 총 수입액의 2분의 1을 초과하는 기관
3. 정부가 100분의 50 이상의 지분을 가지고 있거나 100분의 30 이상의 지분을 가지고 임원 임명권한 행사 등을 통하여 당해 기관의 정책 결정에 사실상 지배력을 확보하고 있는 기관
4. 정부와 위의 어느 하나에 해당하는 기관이 합하여 100분의 50 이상의 지분을 가지고 있거나 100분의 30 이상의 지분을 가지고 임원 임명권한 행사 등을 통하여 당해 기관의 정책 결정에 사실상 지배력을 확보하고 있는 기관
5. 위의 어느 하나에 해당하는 기관이 단독으로 또는 두개 이상의 기관이 합하여 100분의 50 이상의 지분을 가지고 있거나 100분의 30 이상의 지분을 가지고 임원 임명권한 행사 등을 통하여 당해 기관의 정책 결정에 사실상 지배력을 확보하고 있는 기관
6. 위의 어느 하나에 해당하는 기관이 설립하고, 정부 또는 설립 기관이 출연한 기관

하지만 공공기관의 범위는 법령의 성격상 제각각인 경우가 많다. 예를 들어 「공공기관의 정보공개에 관한 법률」은 국회와 행정부 등 대한민국 정부 전체와 정부로부터 보조금을 받는 비영리법인 등까지도 포함하며, 「공공기록물 관리에 관한 법률」은 대한민국 정부를, 「국가균형발전 특별법」은 중앙행정기관과 그 소속기관을 포함한다. 이 문서는 「공공기관의 운영에 관한 법률」에 규정된 범위의 공공기관만을 다룬다.

## 역사
공공기관에 대한 법제화가 처음 이루어진 것은 1973년 3월이다. 그 이전에도 공공기관은 존재했지만 「정부투자기관관리법」을 제정하면서 처음으로 통합된 법적 테두리에서 규정이 이루어지게 되었다. 당시의 정부투자기관은 정부가 자본금의 50% 이상을 출자한 기업체로 한정했으며 같은 법 시행령에서 22종류를 일일이 나열했다. 당시에는 지금과 달리 한국방송공사도 정부투자기관의 범주에 속해 있었는데 공공기관의 범주에서 빠지게 된 것은 1998년 11월의 일로 이는 독립성과 자율성을 보장하기 위해서이다. 
1984년에는 기존의 법을 폐지하고 대신 「정부투자기관관리기본법」을 제정했는데 정부투자기관의 범위도 정부가 납입자본금의 50% 이상을 출자한 기업체로 바뀌었다. 또한 책임경영체제의 확립을 위해 투자기관의 자율적 운영을 보장하고 한편으로 경영평가를 위해 경제기획원 장관을 위원장으로 하는 정부투자기관경영평가위원회도 구성하였다. 그리고 이때부터 정부투자기관을 대통령령에서 하나하나 열거하는 방식에서 탈피하게 되었다. 
한편, 정부로부터 출연금·보조금 등을 받는 기관 또는 단체, 법령에 의하여 직접 정부로부터 업무를 위탁받거나 독점적 사업권을 부여받는 기관 또는 단체 중 일부를 정부산하기관으로 분류하여 이들을 체계적으로 관리하고 경영평가제도를 도입하며 효율적인 운영과 책임경영체제를 도모하고자 2004년 4월 「정부산하기관관리기본법」을 제정하였다. 
하지만 공공기관의 범주가 정부기업, 정부투자기관, 정부출자기관, 정부투자기관 출자회사로 난립하고 복잡해지자 통합해서 관리할 필요성이 생겼고 이에 2007년 1월 기존의 두 법률을 폐지하고 「공공기관의 운영에 관한 법률」을 새롭게 제정하였다. 「공공기관의 운영에 관한 법률」은 공공기관의 자율책임경영체제 확립을 통해 공공기관의 대국민 서비스 증진에 기여할 수 있도록 하기 위하여 공공기관의 범위 설정과 유형구분 및 평가·감독 시스템 등 공공기관의 운영에 관하여 필요한 사항을 정하기 위해 제정한 법률로 이를 계기로 지금과 같은 공공기관의 분류 체계가 완성되었다. 
2009년 4월에는 공공기관의 경영투명성을 높이고 경영부실을 초래했을 때 인사상·예산상 조치를 취할 수 있도록 하기 위해 경영공시의 대상을 확대하고 허위 경영실적보고서를 작성할 경우 인사상·예산상의 조치를 취하며 공공기관의 감사 결과를 국회에 제출하도록 명문화하였다. 
2010년 1월에는 회계감사인을 선임토록 하고 이를 통해 결산서를 검토하도록 하는 등 회계감사를 강화했으며 경영실적의 효율적 평가를 위해 경영평가단을 구성토록 했다. 같은 해 5월에는 자산규모가 2조 원 이상인 경우 등 공공기관에 대해 중장기재무관리계획의 수립을 의무화하여 국민 부담 가중과 민간경제 활동 위축이라는 부작용을 감소시키고자 하였다. 
2014년 1월에는 중장기재무관리계획의 국회 제출을 의무화하여 국회의 통제·관리를 강화했으며 2016년 9월에는 공공기관의 신규 투자사업과 자본 출자에 대해 예비타당성조사를 실시토록 하는 한편, 임직원의 청렴성 강화를 위해 뇌물죄 적용 등에는 공무원으로 의제토록 했다. 
2018년 9월에는 연구개발기관의 창의적 환경 조성을 보장하기 위해 기타공공기관의 일부를 연구개발을 목적으로 하는 기관 등으로 세분화하고 임원의 비위 행위에 대해 수사·감사, 직무정지, 해임 등에 대한 감사 등의 규제조항을 마련하는 법 개정안이 통과되었다. 이는 과학기술 분야 정부출연연구기관의 연구자율성 확보를 보장하기 위한 제도이다.

## 구분
「공공기관의 운영에 관한 법률」 제5조에 따르면 공공기관은 공기업·준정부기관·기타공공기관으로 구분할 수 있다. 
- 공기업: 직원 정원이 50명 이상이고 자체 수입액[7]이 총 수입액[8]의 2분의 1 이상인 공공기관
  - 시장형 공기업: 자산 규모가 2조 원 이상이고, 총 수입액 중 자체 수입액이 100분의 85 이상인 공기업
  - 준시장형 공기업: 시장형 공기업이 아닌 공기업

- 준정부기관: 직원 정원이 50명 이상이면서 공기업이 아닌 공공기관
  - 기금관리형 준정부기관: 「국가재정법」에 따라 기금을 관리하거나 기금의 관리를 위탁받은 준정부기관
  - 위탁집행형 준정부기관: 기금관리형 준정부기관이 아닌 준정부기관

- 기타공공기관: 공기업이나 준정부기관이 아닌 공공기관[9]

## 지정
회계 연도 개시 후 1개월 이내에 새로 지정하거나, 지정을 해제하거나, 구분을 변경함을 원칙으로 한다. 다만, 회계연도 중에 공공기관으로 지정될 요건을 갖춘 기관이 신설된 경우에 신규 지정이 가능하며, 민영화 혹은 기관의 통합·폐지·분할이나 관련 법령의 개정·폐지 등에 따라서 지정을 변경할 사유가 생긴 경우에 지정 해제나 구분 변경이 가능하다. 지정 권한은 기재부 장관에게 있으며 지정 대상이 된 기관의 업무를 관장하는 주무기관의 장과 협의한 후 공공기관운영위원회의 심의와 의결을 거쳐야 한다. 이 경우 이를 고시해야 한다.
공공기관으로 지정되면 경영목표, 예산, 운영계획, 결산서, 인력 현황, 고객만족도, 직무수행실적, 이사회 회의록, 경영실적 평가 결과 등을 인터넷 홈페이지를 통해 공시하여야 하며 열람이나 복사를 요구받을 시 이를 들어주어야 한다. 공시 사항 중에서 주요사항은 별도로 표준화하여 통합공시할 수도 있다. 

## 운영
공기업과 준정부기관은 목적, 명칭, 자본금, 주식, 임원 및 직원에 관한 사항, 회계 등에 대한 사항을 반드시 정관에 기재하여야 한다. 또한 경영목표, 예산, 운영계획, 결산, 사채의 발행, 출자 및 출연, 정관의 변경, 채무보증, 내규의 제정과 변경 등의 사항을 심의·의결하는 이사회를 두어야 한다. 이사회는 기관장을 포함한 15명 이내의 이사로 구성하며, 「상법」 제393조의2에 따른 위원회를 둘 수 있다. 이때, 자산 규모가 2조 원이 넘는 공기업은 감사위원회를 두어야 하며, 2조 원 미만의 공기업과 준정부기관은 법률의 규정에 따라 감사위원회를 둘 수 있다.
대한민국 정부는 공공기관의 책임경영체제 확립을 위해 자율적 운영을 보장할 의무를 진다. 

### 임원
공기업과 준정부기관의 기관장의 임기는 3년으로, 이사와 감사의 임기는 2년으로 하며, 경영실적·직무수행실적 등을 바탕으로 1년을 단위로 연임이 가능하다. 상임위원과 직원은 영리를 목적으로 하는 업무에는 종사하지 못하지만 임명권자·기관장의 허가를 받은 경우에는 비영리 목적의 업무는 겸할 수 있다.
기관장은 임기 중 달성해야 할 경영목표 등이 포함된 계약안을 바탕으로 이사회와 협의하여 임명된다.
공공기관의 임직원은 공무원이 아닐 경우에도 「형법」의 수뢰 내지 알선수뢰의 적용에 있어서는 공무원으로 본다. 
공기업
공기업의 임원은 기관장을 포함한 이사와 감사를 두며 상임이사의 정수는 이사의 절반보다 적어야 한다. 다만, 감사위원회를 설치할 경우에는 감사를 별도로 두지 않는다. 
기관장은 임원추천위원회가 복수로 추천하여 운영위원회의 의결을 거쳐 주무기관의 장의 제청으로 대통령이 임명하고 총 수입액이 1천억 원 미만이거나 직원 정원이 500명 미만인 경우에는 주무기관의 장이 직접 임명한다. 상임이사는 기관장이 직접 임명하며, 비상임이사는 임원추천위원회가 복수로 추천하여 운영위원회의 의결을 거쳐 기획재정부 장관이 임명한다. 감사도 비상임이사와 같은 절차를 거친 뒤, 기획재정부 장관의 제청으로 대통령이 임명한다. 
준정부기관
준정부기관의 임원은 기관장을 포함한 이사와 감사로 하며, 이사는 상임이사와 비상임이사로 구분한다. 총 수입액이 1천억 원 이상이고 직원 정원이 500명 이상인 위탁집행형 준정부기관과 자산 규모가 1조 원 이상이고 직원 정원이 500명 이상인 기금관리형 준정부기관의 상임이사의 수는 전체 이사의 절반 미만으로 하며, 나머지 준정부기관의 상임이사의 정수는 전체 이사의 3분의 2 미만으로 한다. 
기관장은 임원추천위원회가 복수로 추천하여 주무기관의 장이 임명하지만 총 수입액이 1천억 원 이상이고 직원 정원이 500명 이상인 위탁집행형 준정부기관과 자산 규모가 1조 원 이상이고 직원 정원이 500명 이상인 기금관리형 준정부기관은 주무기관의 장의 제청으로 대통령이 직접 임명한다. 상임이사는 기관장이 임명하며, 비상임이사는 주무기관의 장이 임명하지만 총 수입액이 1천억 원 이상이고 직원 정원이 500명 이상인 위탁집행형 준정부기관과 자산 규모가 1조 원 이상이고 직원 정원이 500명 이상인 기금관리형 준정부기관의 비상임이사는 임원추천위원회의 추천을 거쳐 주무기관의 장이 임명한다. 감사도 임원추천위원회가 복수로 추천하고 운영위원회의 의결을 거쳐 기획재정부 장관이 임명하지만 총 수입액이 1천억 원 이상이고 직원 정원이 500명 이상인 위탁집행형 준정부기관과 자산 규모가 1조 원 이상이고 직원 정원이 500명 이상인 기금관리형 준정부기관은 기획재정부 장관의 제청으로 대통령이 임명한다. 

### 재정
공기업과 준정부기관의 회계 연도는 정부와 동일하게 1월 1일에 시작하여 그 해 12월 31일에 종료한다. 예산은 예산총칙·추정손익계산서·추정대차대조표·자금계획서로 구분하여 편성하며 필요할 경우 신규 투자사업 및 자본출자에 대해 예비타당성조사를 실시해야 한다. 예산안은 이사회의 의결로 확장하며 기재부 장관·주무기관의 장·감사원장에게 이를 보고해야 한다. 
자산규모가 2조 원 이상이거나 근거 법률에 손실보전 조항이 있거나 부채가 자본보다 큰 경우에는 경영목표·사업계획·투자방향 등을 포함한 중장기재무관리계획을 별도로 수립해야 한다. 
회계 연도가 종료된 뒤에는 결산서를 작성하여 회계감사인의 회계검사를 받아야 한다. 

## 지방 이전
수도권의 과밀 문제를 해소하고 국가의 균형발전을 도모하기 위해 수도권에 집중되어 있는 공공기관을 지방으로 이전해야 한다는 주장에 따라 2007년 1월 11일 「공공기관 지방이전에 따른 혁신도시 건설 및 지원에 관한 법률」을 제정, 한 달 뒤에 시행하여 공공기관을 수용하기 위한 혁신도시 건설을 시작하였다. 혁신도시법을 제정하기 전인 2004년 1월 16일 노무현 정부는 「국가균형발전특별법」을 제정(시행은 같은 해 4월 1일)하여 같은 법 제18조에서 근거 조항을 미리 마련해두었고, 이를 바탕으로 2005년 6월 24일에는 '공공기관 지방이전 계획'을 발표하였다. 같은 해 8월 5일에는 건설교통부에 공공기관지방이전추진단을 설치하여 관련 업무를 총괄하도록 하였다.
2016년 말까지 이전 대상기관 154개 중 143개 기관이 이전을 완료하였으며, 나머지 11개 기관도 2017년 내에 이전이 완료될 예정이다. 하지만 이명박 정부와 박근혜 정부에서 수도권 소재 공공기관 152개를 신규 지정했으면서도 이들에 대한 지방이전시책을 수립하지 않았다는 주장이 제기되었다. 한편, 혁신도시로 이전한 공공기관은 앞으로 해당 시·도 학교 출신을 30% 채용할 것을 2018년부터 의무화하기로 하였다. 원래는 권고 조항에 불과했지만 이후 정부에서 이를 강제 규정으로 전환하는 식으로 법률을 개정하여 2018년부터 시행할 계획이다.

## 논란 및 비판

### 낙하산과 채용비리 문제
매번 공공기관 인사와 관련해서 퇴직 공무원들이 낙하산으로 취업하는 경우가 많다는 문제점이 있다. 새 정권이 출범하면 선거를 도왔던 정치인 출신이 주로 임명되며, 정권의 중반에는 공무원들이 내려오고는 한다. 이와 같은 관행은 공공기관 임명추천위원회의 추천과 기획재정부 공공기관운영위원회의 회의를 거쳐 주무기관장의 제청으로 대통령이 임명한다는 과정에 문제가 있다는 지적이다. 이는 공공기관운영위원회와 이를 감시하고 규제할 공직자윤리위원회가 정부에 소속되어 있어 인사상 독립성을 확보하기 쉽지 않고 임원 후보자로 '학식과 경험이 풍부하고 최고경영자의 능력을 갖춘 사람'이라는 모호한 법적 규정과 더불어 참여하는 위원이 누구인지 공개하지 않는다는 불투명한 절차가 겹쳐진 결과이다. 이러한 낙하산 인사를 막기 위해 박광온 더불어민주당 의원은 공공기관운영위원회를 기재부에서 분리시키자는 주장을 했다.
불투명한 채용 과정을 악용하여 법적으로 규정된 공모절차 등의 채용절차를 건너뛴 채 임용이 이루어지는 경우도 있었다. 2014년 한국원자력문화재단은 전직 국회의원 보좌관과 재단 출신 명예퇴직자 2명을 공모절차 없이 이사장 결정으로 연구위원으로 위촉했으며, 한일산업기술협력재단은 공모절차 없이 퇴직자나 유관기관의 추천을 받은 4명을 특별채용하였다. 이찬열 국민의당 의원은 "공공기관은 안정적인 고용과 보수로 '신의 직장'으로 불릴 만큼 청년들의 선호가 높고 경쟁이 치열하다."면서 "청년들의 희망을 앗아가고 박탈감을 부추기는 채용부정이 뿌리 뽑힐 수 있도록 제도적으로 상시감사를 실시해야 한다."고 지적했다. 문재인 정부가 출범한 뒤에는 감사원과 검찰 등이 공공기관을 감사·수사를 진행하면서 더 많은 사례가 터져나왔다. 이러한 채용비리를 막기 위해서는 낙하산을 우선 근절할 필요성을 주장하는데 인사권을 쥐고 있는 공공기관장이 낙하산으로 왔으니 부정채용과 관련한 도덕적 거리낌이 낮고 청탁에도 취약하다는 것이다. 한편, 감사원은 '공공기관의 채용비리를 막기 위해서는 내부 프로세스 개선과 지속적인 점검활동 등의 병행이 필요하다.'고 지적했다.
2018년에는 중앙정부와 지방정부가 합동으로 범정부특별대책본부를 설치하여 1,190개의 공공기관·지방공공기관·공직유관단체의 채용 업무를 점검하여 946개 기관에서 4,788건의 지적사항을 적발했다고 밝혔는데 점검대상 전체의 80%에 육박하는 수치다. 금융기관에서도 채용비리가 터져나오고 이를 감독해야 할 금융감독원조차 원장이 나서서 부정채용을 했다는 사실이 드러나면서 문재인 대통령은 "채용비리가 드러났는데도 가담자나 부정합격자 처리에 소극적인 공공기관 책임자에 대해 엄중히 책임을 물으라"고 지시하기도 했다. 이는 강원랜드 부정합격에 대한 문제가 커지자 나온 것으로 청와대는 "채용비리 척결을 향한 정부 의지와 국민 정서에 따르는 것"이라고 말했다. 이후 2018년 3월 13일에는 가스안전공사가 2015 ~ 2016년 신입사원 공채에서 부정채용이 이뤄져 떨어진 12명 중 입사를 원치 않는 4명을 제외한 8명을 구제하기로 하면서 채용비리로 억울하게 탈락한 피해자들이 처음으로 구제되었다.

### 방만경영 문제
부채가 늘고 기관평가가 낮게 나와도 임직원의 연봉이 계속 상승하는 등 방만한 경영도 도마에 오른다. 2016년 이노근 새누리당 의원은 기획재정부로부터 제출받은 '2015년 공공기관 현황 편람'을 분석한 결과 중소기업은행을 비롯해 기관장 연봉이 높은 상위 10개 기관은 모두 2016년 기준 대통령 연봉인 2억 1201만 원보다도 훨씬 높은 것으로 드러났다. 한편, 한국투자공사와 한국기계연구원은 직원 1인당 연봉의 평균이 1억원을 넘어섰으며, 항공안전기술원과 한국표준과학연구원 등은 신입사원 초임 연봉이 4000만 원을 넘어서는 것으로 알려졌다. 한국농어촌공사는 청렴도 평가가 5 ~ 4등급에 불과했고, 부채도 증가 추세이지만 기관장과 상임이사의 연봉은 계속 상승하기도 했다. 이러한 방만경영의 대표적 사례가 직원의 자녀들에게 주는 학자금 지원이다. 하지만 정부가 공공기관 방만경영 정상화를 시도한 뒤에도 그 성과가 미미하다는 평가가 많다. 2016년 공공기관의 직원 대학생 자녀 학자금 무상 지원 규모는 370억 원을 넘었는데, 전년도에 비해 60% 가까이 증가한 수치이다. 원래 학자금 지원은 공공기관 직원의 복리후생을 공무원 수준으로 낮추기로 하며 폐지하기로 했지만 아직도 이루어지고 있는 것이다. 그 외에도 자녀의 결혼·사망 등의 경조금 역시 과다지원이 이어지고 있다.

## 같이 보기
- 대한민국의 공공기관 목록 (가나다 순)
- 대한민국의 공공기관 목록 (주무부처별)
- 대한민국의 지방공기업